# My God-Given Right
My God-Given Right (englisch Mein gottgegebenes Recht) ist das 15. Studioalbum der Band Helloween. Es wurde im Mai 2015 bei Nuclear Blast veröffentlicht.

## Hintergrund
Das Album wurde im Oktober 2014 angekündigt, im Februar 2015 wurden der Titel und das genaue Veröffentlichungsdatum bekanntgegeben, im Mai 2015 wurde das Album veröffentlicht. Charlie Bauerfeind war erneut, zum siebten Mal in Folge, der Produzent im Mi Sueño Studio auf Teneriffa. Gitarrist Michael Weikath beschrieb das Album als „80s Helloween and modern Helloween at the same time“.

## Titelliste
| Nr.          | Titel                       | Autor(en)                               | Länge |
| ------------ | --------------------------- | --------------------------------------- | ----- |
| 1.           | Heroes                      | Sascha Gerstner                         | 3:53  |
| 2.           | Battle’s Won                | Michael Weikath                         | 4:53  |
| 3.           | My God-Given Right          | Andi Deris                              | 3:30  |
| 4.           | Stay Crazy                  | Deris                                   | 4:04  |
| 5.           | Lost in America             | Deris                                   | 3:35  |
| 6.           | Russian Roulé               | Text: Deris / Musik: Deris, Gerstner    | 3:52  |
| 7.           | The Swing of a Fallen World | Deris                                   | 4:53  |
| 8.           | Like Everybody Else         | Gerstner                                | 4:03  |
| 9.           | Creatures in Heaven         | Weikath                                 | 6:36  |
| 10.          | If God Loves Rock ’n’ Roll  | Deris                                   | 3:20  |
| 11.          | Living on the Edge          | Markus Grosskopf                        | 5:19  |
| 12.          | Claws                       | Weikath                                 | 5:52  |
| 13.          | You, Still of War           | Text: Gerstner / Musik: Gerstner, Deris | 7:21  |
| Gesamtlänge: | Gesamtlänge:                | Gesamtlänge:                            | 61:11 |

| Nr. | Titel               | Autor(en) | Länge |
| --- | ------------------- | --------- | ----- |
| 14. | I Wish I Were There | Deris     | 4:11  |
| 15. | Wicked Game         | Gerstner  | 3:56  |

| Nr. | Titel               | Autor(en)        | Länge |
| --- | ------------------- | ---------------- | ----- |
| 14. | I Wish I Were There | Deris            | 4:11  |
| 15. | Wicked Game         | Gerstner         | 3:56  |
| 16. | Free World          | Markus Grosskopf | 3:34  |

| Nr. | Titel                | Autor(en) | Länge |
| --- | -------------------- | --------- | ----- |
| 1.  | I Wish I Were There  | Deris     | 4:11  |
| 2.  | Wicked Game          | Gerstner  | 3:56  |
| 3.  | Nightmare            | Grosskopf | 4:43  |
| 4.  | More Than a Lifetime | Grosskopf | 3:55  |

## Charts und Chartplatzierungen
My God-Given Right erreichte in Deutschland Rang acht der Albumcharts und platzierte sich eine Woche in den Top 10 sowie vier Wochen in den Top 100. Das Album avancierte nach Keeper of the Seven Keys Part 2 und Straight Out of Hell zum dritten Top-10-Album und zum 22. Chartalbum in Deutschland. In Österreich erreichte das Album mit Rang 30 seine beste Platzierung und hielt sich zwei Wochen in den Charts. Die Band erreichte zum neunten Mal die österreichischen Albumcharts. In der Schweiz konnte sich My God-Given Right vier Wochen in den Charts platzieren und erreichte mit Rang 14 seine Bestplatzierung, hier ist es das 15. Chartalbum der Band. Darüber hinaus erreichte das Album weitere Charterfolge im europäischen Raum, darunter Rang fünf in Finnland.
| ChartsChartplatzierungen | Höchstplatzierung | Wochen |
| ------------------------ | ----------------- | ------ |
| Deutschland (GfK)        | 8 (4 Wo.)         | 4      |
| Österreich (Ö3)          | 30 (2 Wo.)        | 2      |
| Schweiz (IFPI)           | 14 (4 Wo.)        | 4      |